# いまどき娘とハッスルオヤジ
『いまどき娘とハッスルオヤジ』（いまどきむすめとハッスルオヤジ）は、2000年10月7日から2001年3月31日までテレビ東京で放送されていたバラエティ番組。全25回。放送時間は毎週土曜 25:20 - 26:25 （日本標準時）。

## 概要
ガングロからヤマンバへとラジカルな進化を遂げていたギャルカルチャーを親父目線で紹介しつつ、そのメンタルにも迫っていた深夜のドキュメントバラエティである。
番組は毎回「いまどき」のギャル数人をスタジオに招いていた。スタジオセットは茶の間風で、江守徹と中尾彬をはじめとする出演者たちがちゃぶ台を囲んでトークを繰り広げていた。江守と中尾は彼女たちの悩み相談に乗ったり説教したりすることもあり、最後にギャルが大泣きしてガングロメイクが崩れるというハプニングが起きたこともある。

## 出演者

### MC
- 江守徹
- 中尾彬
- 水原恵理（テレビ東京アナウンサー）

### レギュラー
- 西川史子 - 「シネマ診察室」や「お茶の間トーク」に出演。
- KOMATI - 坂井優美、五十嵐りさ、川村亜紀、添田めぐみ、佐々木梓、佐々木絵美子、竹田千架の7人によるアイドルユニット。このうち添田は2000年12月16日放送分まで出演。

## コーナー

### レギュラーコーナー
シネマ診察室
白衣姿の西川が診察室でカメラに語りかける形で行われていた映画紹介コーナー。
娘の味
KOMATIメンバーが弁当作りに挑戦し、それを父親に届ける模様を放送していたコーナー。
お茶の間トーク
KOMATIメンバーとハッスル2人によるトークコーナー。
いまどき娘
一般女性が参加していたトークコーナーで、彼女たちが特技などを披露しながら江守、中尾、KOMATIメンバーとトークしていた。
KOMATIの部屋
KOMATIメンバーが商品の紹介などをしていたコーナー。
いまどき調査団
KOMATIのメンバーが当時女子高生の間で流行していたものなどについて検証したり、インタビューをしたりしていたコーナー。主にロケ収録の形で行われていた。
KOMATIコマっチゃってるんです
KOMATIメンバーがロケ先で様々な事に挑戦する模様を放送していたコーナー。2000年12月16日放送分から実施。
噂のアイドル
江守と水原がゲストに招いたアイドルとともにトークをしていたコーナー。2000年12月2日放送分から実施。斉藤のぞみ（2000年12月2日）、黒羽夏奈子（12月9日）、浅田りょう（12月16日）、曲山えり（12月23日）、はつみちかこ（2001年1月13日）、奈良沙緒理（1月20日）、小池栄子（2月3日）、佐藤江梨子（2月10日）、城山未帆（3月24日）が出演。
ハッスルトーク
江守と中尾がエンディングでその回のまとめトークを行っていたコーナー。主にベランダのセットで行われていた。

### 単発企画
KOMATIの休日
2000年11月25日放送。ツインリンクもてぎにてロケ収録、鈴木亜久里がゲスト。
浅草探訪・屋形船宴会
2001年1月27日放送。この日はスペシャル版での放送で、江守、中尾、水原と、KOMATIからは坂井、五十嵐、佐々木絵美子の6人が参加。彼らが雷門、仲見世通り、浅草寺、花やしきなどを巡り、その後に屋形船で宴会をする模様を放送した。
いまどき寄席
2001年2月17日放送。「No.1ハッスル芸人」を決める企画。出演芸人は三木ヒロシ、パーラー吉松、エスパー伊東、清水宏、チャーリー東京、げんしじん、ジェニーいとう、GO!ヒロミ。
いまどきのオカマちゃんスペシャル
2001年3月3日放送。ロケ先の東京・新宿区歌舞伎町2丁目などで「女の中の女はどっちなんでしょうか対決」などを行った。
いまどき親子悩み相談室
2001年3月10日放送。5組の父親と娘を迎え、1組ずつ悩みの相談を受けていたほか、江守チームと中尾チームに分かれ、父から娘に言いたいことなどを当てる「親子当てクイズ」、「お父さん対抗ぶら下がり耐久レース」を行った。
いまどきホスト事情
2001年3月17日放送。レギュラーメンバーがホストたちとトークをする模様と、水原と西川が新宿のホストクラブを訪れる模様を放送した。
いまどきカップルさんいらっしゃい
2001年3月24日放送。「2人とも17歳」「国際結婚」「ギャルとヤンキーのカップル」「彼女が元キャバクラ嬢」の4組が出演し、レギュラーメンバーとトーク。
| テレビ東京 土曜25:20枠                                            | テレビ東京 土曜25:20枠                                       | テレビ東京 土曜25:20枠                      |
| 前番組                                                            | 番組名                                                       | 次番組                                      |
| ----------------------------------------------------------------- | ------------------------------------------------------------ | ------------------------------------------- |
| 喝!リベンジナイト （2000年4月8日 - 2000年9月30日） ※24:50 - 26:25 | いまどき娘とハッスルオヤジ （2000年10月7日 - 2001年3月31日） | ジャクソン （2001年4月7日 - 2002年3月30日） |